# Стационе ди Кастиљионе (Терни)
Стационе ди Кастиљионе је насеље у Италији у округу Терни, региону Умбрија.
Према процени из 2011. у насељу је живело 5 становника. Насеље се налази на надморској висини од 97 м.